# Arabis bijuga
Arabis bijuga är en korsblommig växtart som beskrevs av George Watt. Arabis bijuga ingår i släktet travar, och familjen korsblommiga växter. Inga underarter finns listade i Catalogue of Life.